# Classification and Regression Tree
Classification and Regression Tree (CART) är en statistisk klassifikationsmetod som syftar till att med hjälp av en trädstruktur av enkla beslutsregler förutsäga klasstillhörigheten för en statistisk observation. En av pionjärerna på området var Leo Breiman.